# علي والي
علي والي تولى وزارة الدولة لشئون البترول والثروة المعدنية المصرية في عام 1971. ولد بالفيوم في 7 أغسطس عام 1920. تخرج في كلية الهندسة قسم الميكانيكا عام 1941.

## حياته المهنية
- بدأ حياته العملية كمهندس بترول في شركة آبار الزيوت الإنجليزية المصرية (النصر للبترول حالياً), في مواقعها وحقولها بالبحر الأحمر وسيناء.
- تدرج في وظائف متعددة حتى وصل إلى منصب رئيس منطقة البحر الأحمر في عام 1955، وظل بهذا المنصب حتى أواخر عام 1957.
- اشترك في ديسمبر 1957 في تمصير شركات البترول العاملة في مصر، وقد توصل إلى أن أفضل الآليات للتمصير هو إنشاء الشركة العامة للبترول كأول شركة تملكها الدولة بنسبة 100%، واختير ليكون مديراً لإدارة العمليات بالشركة من 4 يناير 1958 وحتى 24 ديسمبر 1961.
- منحه الرئيس الراحل جمال عبد الناصر عام 1958 وسام الجمهورية من الطبقة الثالثة تقديراً لجهوده.
- تولى منصب أول مدير عام للمؤسسة المصرية العامة للبترول في 25 ديسمبر 1961.
- حصل على وسام الصناعة والتجارة من الطبقة الأولى في عام 1963.
- شغل منصب أول رئيس لمجلس إدارة المؤسسة المصرية العامة للبترول في عام 1968.
- تم تعيينه وزير دوله لشئون البترول والثروة المعدنية في مايو 1971.